# 스타리차

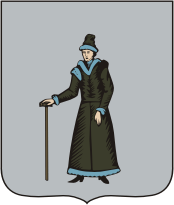
시 문장

스타리차(러시아어: Ста́рица)는 러시아 트베리주 남부에 위치한 도시로, 인구는 9,125명(2002년 기준)이다. 볼가강과 접하며 트베리(트베리 주의 주도)에서 남서쪽으로 77km 정도 떨어진 곳에 위치한다.
1297년 고로도크(Городо́к, "작은 마을"이라는 뜻)라는 마을이 건설되었다. 1365년 볼가 강 우안 고지대에서 좌안 저지대로 옮겨 가면서 노비고로도크(Но́вый Городо́к, "새로운 고로도크"라는 뜻)라는 이름의 새 도시가 들어섰다. 15세기 이후부터 스타리차("이전의 강바닥"이라는 뜻)라는 이름으로 부르게 되었고 1775년 시로 승격되었다.